# Хьойор (община)
Община Хьойор (на шведски: Höörs kommun) е разположена в лен Сконе, югоизточна Швеция с обща площ 322 km2 и население 15 637 души (към 31 декември 2013). Административен център на община Хьойор е едноименния град Хьойор.